# 29e régiment d'infanterie territoriale
Le 29e régiment d'infanterie territorial est un régiment d'infanterie de l'armée de terre française qui a participé à la Première Guerre mondiale.

## Création et différentes dénominations
- 19 mars 1875  : le numéro reçoit son numéro en prévision de la mobilisation[1].
- 2 août 1914 : mobilisation[2]
- 14 août 1918 : dissolution, forme deux bataillons de pionniers indépendants[3]

## Chefs de corps
- août 1914 - juillet 1915 : lieutenant-colonel Brissé[4]
- septembre 1915 - octobre 1917 : lieutenant-colonel Mengniès[5]
- octobre 1917 : commandant Sauzay[5]
- octobre 1917 - avril 1918 : lieutenant-colonel Guilbaud[5]
- avril - août 1918 : lieutenant-colonel Batbédat[6]

## Historique des garnisons, combats et batailles du29eRIT

### Première Guerre mondiale

#### Affectations
- 83e division d'infanterie territoriale, d'août 1914 à juillet 1915[7]
- 5e corps d'armée, de juin-août 1915 à août 1918[8]
- Un bataillon de manœuvre au 5e corps d'armée de juillet à novembre 1918[8]
- Un bataillon de pionniers à la 10e division d'infanterie d'août à novembre 1918[7]
- Un bataillon de pionniers à la 20e division d'infanterie d'août à novembre 1918[7]

#### 1914

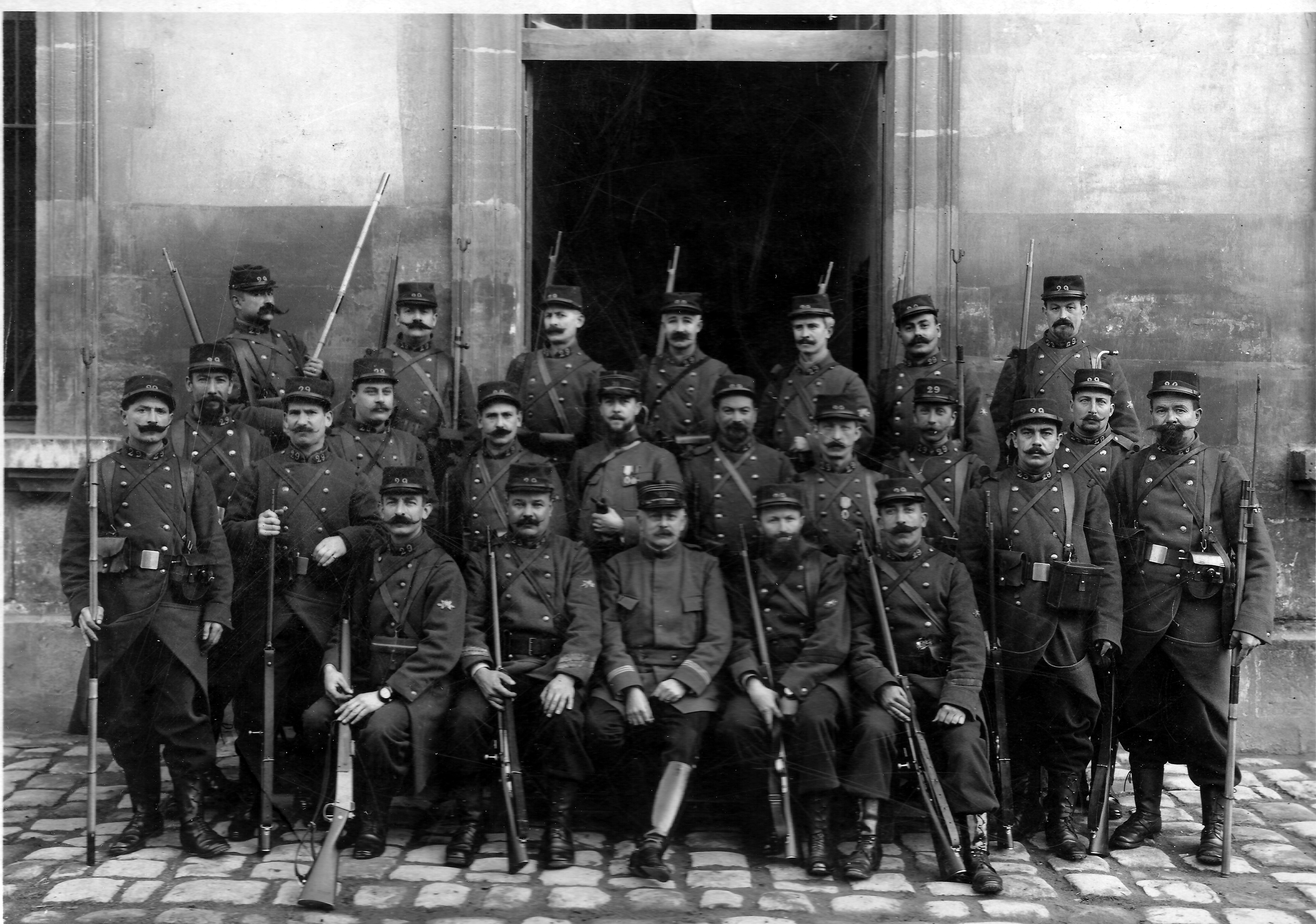
Escouade du, octobre 1914.

Mobilisé à Dreux (4e région militaire). À partir du 5 août, il est affecté à la garnison du gouvernement militaire de Paris (83e DT).

#### 1915
De mai à juillet 1915, les trois bataillons formant le régiment quittent Paris,. L'état-major régimentaire, resté sur place, devient celui du 237e régiment d'infanterie territoriale. Les bataillons du 29e RIT reçoivent un nouvel état-major le 1er septembre 1915. 

#### 1918
Le 14 août 1918, le régiment est dissous, ses deux bataillons deviennent des bataillons de pionniers indépendants.

## Drapeau
Il porte, cousues en lettres d'or dans ses plis, les inscriptions suivantes :
- Verdun 1916
- Le Matz 1918